# Balellidae
Balellidae is een familie van neteldieren uit de klasse van de Hydrozoa (hydroïdpoliepen).

## Geslacht
- Balella Stechow, 1919